# 田奈農業協同組合
田奈農業協同組合（たなのうぎょうきょうどうくみあい）は、かつて神奈川県横浜市青葉区田奈町に本所のあった農業協同組合。通称JA田奈。

## 概要
1948年2月、横浜市内のうち港北区長津田町・奈良町・恩田町・田奈町の旧都筑郡田奈村の地域を管轄地域として発足した。
JAバンクとしての信用事業、JA共済としての共済事業、経済事業（購買と販売）、指導事業の4事業を基本事業としていた。
2003年4月、横浜市内の農協が大合併して横浜農業協同組合が発足した際も、これに加わらず独立を堅持していたが、2015年に横浜農協と合併した。

## 沿革
- 1948年2月 - 設立。
- 1977年4月 - 長津田支所開設。
- 2000年4月 - JA田奈ウェブサイト開設。
- 2015年4月 - 横浜農協と合併、本店は横浜農協田奈支店に承継[1]。

## 管轄地域
- 緑区- 長津田町、長津田、いぶき野、長津田みなみ台
- 青葉区 - 桂台、つつじが丘、しらとり台、さつきが丘、恩田町、田奈町、榎が丘、松風台、桜台、青葉台、若草台、すみよし台、奈良町、奈良、あかね台、緑山

## 店舗
- 本所
  - 横浜市青葉区田奈町52番地8
- 長津田支所
  - 横浜市緑区長津田5丁目1番6号